# 2949 Kaverznev
2949 Kaverznev (1970 PR) là một tiểu hành tinh vành đai chính được phát hiện ngày 9 tháng 8 năm 1970 bởi Đài vật lý thiên văn Crimean ở Nauchnyj.